# Educació no formal

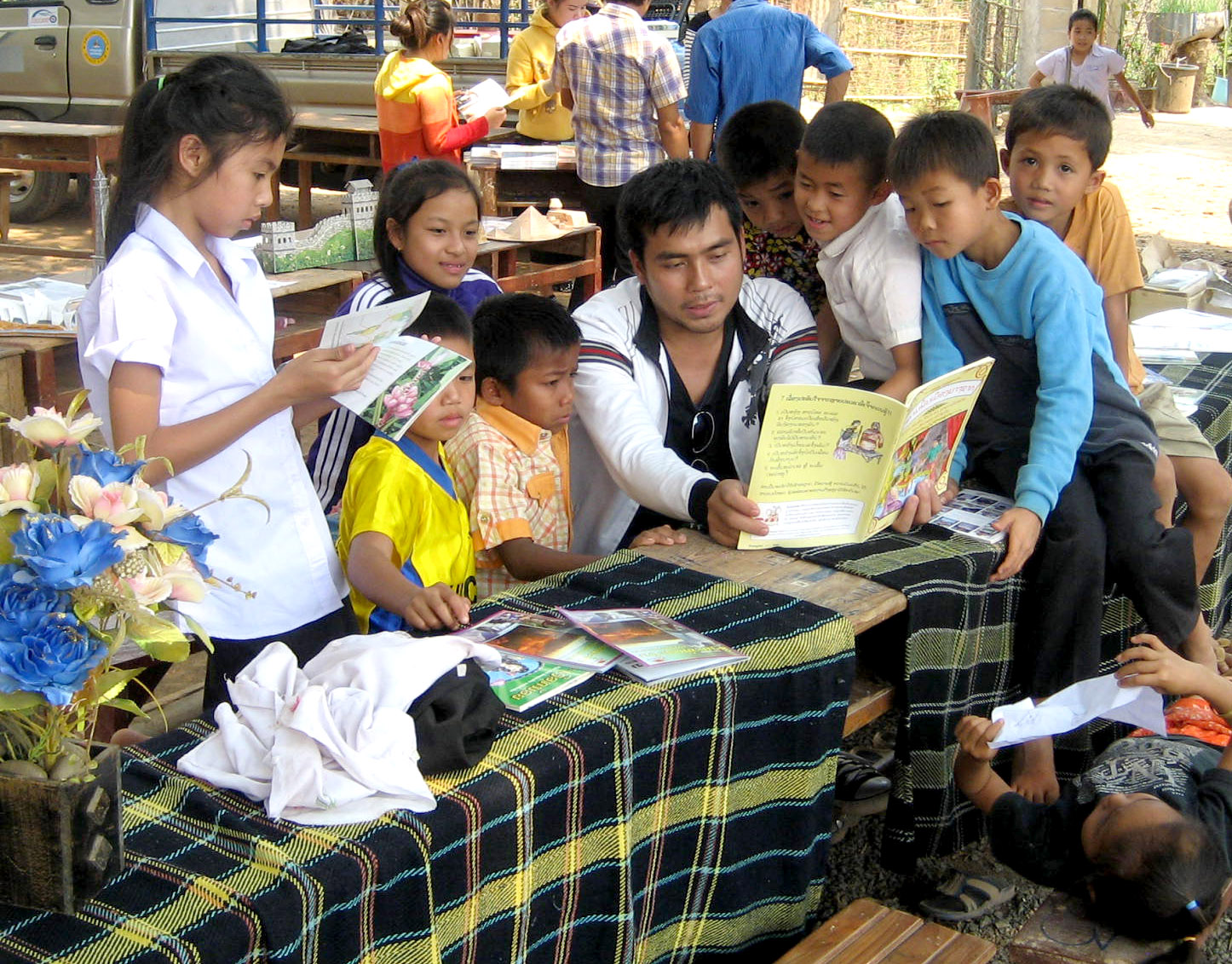
Infants llegint a Laos.

L'educació no formal és un conjunt d'institucions i mitjans educatius que no formen part de cap centre educatiu o de formació, i es dona en institucions educatives fora de l'àmbit escolar.
És una educació intencional i metòdica on el seu aprenentatge s'obté en activitats de la vida quotidiana relacionades amb la feina, la família i/o l'oci, i pot arribar a la població al llarg de la vida. Es dona en una gran varietat d'espais, els quals no es troben tan definits i institucionalitzats i els seus caràcters són socioculturals i lúdics, i també socioassistencials. Centres d'esplai, els agrupaments escoltes i els casals de joves són les associacions juvenils on es porten a terme les activitats d'educació en el lleure associatives durant tot l'any, mentre que durant els períodes de vacances es duen a terme colònies, campaments, casals de vacances, rutes o camps de treball.
Aquesta no acostuma a estar estructurada, és a dir, no segueix un currículum marcat per la Llei d'educació de Catalunya (LEC), ja que normalment no condueix a cap certificació oficial, perquè ha estat creada per satisfer uns determinats objectius.
L'educació no formal és un concepte que no s'entén sense la comparació amb l'educació formal i informal. Ja que són tres conceptes que es defineixen a la vegada per P. H. Coombs i M. Ahmed i la seva confrontació és el que dona significat.

## Característica principal
L'educació no formal no constitueix un sistema educatiu diferent i separat, al sistema formal d'educació. L'Educació no formal és senzillament una etiqueta genèrica i pràctica que cobreix tota activitat educativa organitzada, sistemàtica, impartida fora del marc del sistema formal, per subministrar determinats tipus d'aprenentatge a subgrups concrets de la població, tan adults com a infants. L'ONU per a l'educació, reconeix que l'educació no formal com una eina d'apoderament i de transformació social.
Aquesta inclou Programes d'Entrenament en extensió Agrària i Ramadera, Programes d'Alfabetització d'Adults i perfeccionament professional donat fora del sistema formal a Clubs de Joventut amb fins educatius i diversos Programes Comunitaris de Formació en temes de Salut, de Nutrició, Planificació familiar, Cooperatives, etc.
La International Standard Classification of Education, diu que aquesta educació deixa de dibuixar els límits entre educació informal i formal. La informal s'entén com una educació socialitzadora, la qual les persones estem exposades des del naixement, i la formal està relacionada directament amb les escoles i institucions educatives. No obstant això, l'educació no formal no té autonomia curricular, cosa que la permet ser dinamitzadora, desenvolupar una diversitat de processos de formació adaptades a realitats especifíques.

## Història
Històricament el concepte d'educació no formal té els orígens a la Conferència Internacional sobre la Crisi Mundial de l'Educació (Williamsburg, USA) a 1967, es difondria entre finals de la dècada de 1960 i principis de 1970. Va tenir la seva rellevància en permetre dominar una amplia i creixent àrea d'experiències i pràctiques educatives "més enllà de l'escola", enfront de la identificació de la crisi de l'escola.
En la utilització del concepte d'educació no formal des de la dècada dels anys 70, va haver quins destacaren el seu caràcter alternatiu, tant respecte dels aspectes didàctics com dels aspectes socioeducatius promotors de la democratització de l'educació.
A mitjans de 1970, apareixen autors, que comencen a identificar la debilitat d'aquesta trilogia (educació formal, no formal i informal) conceptual i intenten un abordatge més complex en considerar les variacions de les experiències educatives prenent en compte diferents aspectes o dimensions.
Álvarez, Hauzer i Toro senyalen que no existeixen límits precisos si no més bé diferencies d'èmfasis i de grau en múltiples dimensions d'un "context d'aprenentatge", tals com: l'espai físic, l'entorn institucional, el temps i les seqüències de l'ensenyança, els processos i els elements d'estimulació.
Jorge Romero Brest considera la combinació de variacions en els indicadors referits a quatre aspectes a fi d'ubicar a cada experiència educativa en un continu de graus de formalització: l'aspecte polític, el jurídic, l'administratiu i el pedagògic. Posteriorment, María Teresa Sirvent va proposar l'instrument de "La flor", gràfic on cada "pètal" correspondria a un dels diferents aspectes per analitzar els graus de formalització d'una experiència. Els diferents pètals es refereixen al jurídic, l'institucional, el marc polític, el personal docent, el metodològic, el financer, etc.
Tot i que el terme «educació no formal» és relativament recent, les primeres formes d'aquesta educació apareixen a Europa a finals del segle xix, lligat al procés d'industrialització i les idees democràtiques. Als seus orígens l'educació no formal es basava en l'educació d'adults, especialment en l'alfabetització. L'any 1949, a la primera trobada internacional de la UNESCO l'alfabetització a través de l'educació no formal apareixia com una finalitat en si mateixa. Posteriorment la terminologia s'ha diversificat, amb termes d'argot psicopedagògic nous com educació permanent, educació transitòria i educació complementària. A més de les iniciatives dirigides a adults l'educació no formal té un fort pes en la població infantil.

## Característiques del programa de l'educació no formal
L'educació no formal té les seves propies caracterísitiques, les quals s'han de tenir en compte a l'hora de fer ús d'ella. Les seves característiques són: 
- Altament integrada a altres fins i objectius no educatius.
- Té propostes de complement o reemplaçament de l'educació formal.
- Té organitzacions diferents, diversos patrocinadors i mètodes heterogenis d'instrucció.
- En general és una pràctica voluntaria.
- Està destinada a persones de qualsevol edat, origen i interessos.
- L'accès a aquestes activitats es donen amb un mínim de requisits.
- No dona acreditacions però se sol reconèixer.
- Preferentment es realitza on el grup d'interés viu o treballa.
- La seva durada i la seva finalitat en termes generals són flexibles i adaptables.

## Agent educatiu, formació, capacitació, rols i perfils
L'educador té un paper protagonista en l'execució dels programes. La qualitat d'aquest, depèn de la funció social i innovadora que posseeix el docent per a crear ambients sans i estimulants per al creixement humà, de la seva perspectiva de respecte del patrimoni cultural, ja que s'han de convertir en recreadors de cultura i generadors de transformació social i constructors de coneixements. El rol del docent és de lideratge, és estratègic. És d'agent de canvi i d'articulador amb altres agents i la comunitat. Dins d'aquest panorama d'exigències per al canvi, el docent ha de formar-se en una perspectiva que consolidi les següents funcions:
- Promoure, dinamitzar i canalitzar el canvi d'actitud dels adults davant dels nens per millorar les seves condicions de vida.
- Desenvolupar un treball educatiu que respecti la pertinència i valors culturals de les comunitats.
- Participar de manera compromesa i responsable en les accions de desenvolupament social i educatiu de: nens, pares de família i comunitat.
- Garantir la capacitació adequada, de qualitat i permanent del personal voluntari i de la família. En temes que no són del seu domini, coordinar amb altres agents i serveis.
- Executar la seva tasca coordinadament amb altres agents, representants dels governs locals i dirigents de la comunitat.
- Respondre a les expectatives de la comunitat i del personal amb què treballa coordinadament.
- Garantir la continuïtat i sostenibilitat dels programes.

L'educació no formal vol contribuir al coneixement de l'entorn a partir del treball d'aspectes cívics, oferir als infants la possibilitat de jugar i aprendre amb altres infants de característiques diferents com pot ser: la cultura, la situació familiar, la procedència, etc. En utilitzar de manera lúdica espais públics com parcs, piscines, biblioteques o els jardins de proximitat en companyia d'altres infants vol desenvolupar la convivència, el respecte i la tolerància.

## Àmbits
Els àmbits en els quals treballa l'educació no formal són: 
- Funcions relacionades amb l'educació formal: oferta d'activitats i recursos dissenyats per l'escola procedent d'instàncies alienes al sistema formal, fins programes no formals d'alfabetització d'adults.
- Funcions relacionades amb el treball: formació ocupacional i sindical.
- Funcions relacionades amb l'oci i la formació cultural: activitat d'educació artística, formació esportiva, animació cultural, pedagogia del temps lliure.[10]
- Funcions relacionades amb la vida quotidiana i social: programes de formació sanitària, de pares, cursos d'economia domèstica.
- Recurs educatiu que complementa o dona suport a accions i intervencions social, per a entendre poblacions en desvantatge.

Aquests àmbits serveixen com a eina que integra activitats quotidianes de persones amb necessitat de formació al llarg de la seva vida, i que intervé en la vida adulta, l'educació fora de les aules i la captació professional continua.

## Avaluació
Els sistemes educatius deuen garantir crear ponts entre l'educació formal i no formal, que permetin avaluar el coneixement de forma sostenible i participativa, involucrant en aquest procés els factors fonamentals entre organismes, societat civil i govern. El millor és dissenyar una avaluació des de la planificació.
Avaluació d'aprenentatges:
José Luis Pulgar Burgos i Bonekk proposen diferents perspectives: 
- 8 funcions per tenir una avaluació: diagnòstica, predictiva, orientadora, formativa, certificativa, control, acreditadora, social[11]

- 6 estratègies que facilitin la transmissió de coneixements en l'educació no formal: inducció /deducció, anàlisi /síntesi, teoria /practica, desconstrucció/reconstrucció, procés creatiu, transmissió/el diàleg, monotonia i variació /transversalitat.[12]

- L'avaluació pot ser per objectius, per resultats o per competències.

Avaluació de programes: 
El programa com un tot, des del cost, l'eficàcia i la gestió de recursos. Aquest, està compost per les persones que l'administren, executen i apliquen el programa i el públic o grup beneficiat.
La persona que està a càrrec del programa pot exercir tres funcions diferents:
1. Avaluadora com a facilitadora
2. Avaluadora com a educadora experta
3. Avaluadora com consellera o consultora

La tasca del avaluador o l'equip avaluador és el treball participatiu amb els grups i institucions. El paper avaluador és tenir una mirada critica de cara als recursos materials i humans. El seu encàrrec en l'educació no formal és la desenvolupar-se com especialista i gestor de processos.
Per avaluar en l'educació no formal hi ha cinc tipus d'evidències empíriques fonamentals: 
1. Diagnòstic o valoració de necessitats
2. Disseny o proposta
3. Procés, implementació i execució
4. Resultats o indicadors
5. Cos i eficàcia total

Les principals corrents en avaluació no formal són de 4 tipus: 
1. Avaluació del procés: resultats que es volen aconseguir com a meta.
2. Avaluació de les necessitats: avalua la pertinença dels objectius plantejats, si aquest estan en harmonia i estan en funció amb la població.
3. Avaluació d'impacte o productes: està vinculada amb el àmbit i els resultats esperats en les condicions de vida. Vol establir evidencia entre el programa i la seva relació amb els resultats.
4. Avaluació de planificació: les accions de la forma en que aquestes estan estructurades, els seus objectius, la seva finalitat, continguts, metodologia, tècniques que aquestes desenvolupen.

## Cibersocietat
L'educació no formal sorgeix de la necessitat del desenvolupament constant del context social i del sorgiment de la innovació tecnològica de l'últim segle, que requereixen noves formes flexibles i contínues d'ensenyament-aprenentatge al llarg de la vida de les persones, dins d'un context ciber-social. Pel que fa a les TIC (Tecnologies de la informació i la comunicació) és el recurs més gran utilitzat per a l'aprenentatge avui dia. Encara que té els seus avantatges (facilita el treball cooperatiu, desenvolupament social del coneixement, amplia informació, comunicació massiva sense limitacions, permet compartir informació de manera ràpida...) així com els seus desavantatges (desigualtat digital d'accés, dependència tecnològica, espiral del silenci, exposició del dret a la intimitat, influència de masses dels mitjans de comunicació...). Dit això, dins de l'educació no formal, és interessant fer ús de les TIC en el procés d'ensenyament i aprenentatge, per les múltiples possibilitats que ofereix, però és més essencial mostrar sempre una actitud i pensament crític davant elles, dins de la cibersocietat en la qual ens trobem.